# 大容山水库
大容山水库，位于中华人民共和国广西壮族自治区北流市西北大里镇境内，距北流市区21千米，玉林市区11千米，是清湾江上的一座中型水库，水库以发电为主，兼有防洪、灌溉与供水等综合效益。工程于1958年动工兴建，1959年蓄水。水库集水面积88.9平方千米（其中清湾江21.1平方千米），总库容2124万立方米。水库大坝为均质土坝，主坝长420米，最大坝高57米，坝顶宽7米。坝后电站总装机容量2兆瓦，尾水引水至大容山电站，装机容量11兆瓦。大容山水电站尾水灌溉面积5300公顷，保证下游玉林城区工业和30万人口用水，年供水量8800万立方米。拦蓄洪水，保护下游16万人口和6000公顷耕地。